# Тысяча и один день, или Новая Шахерезада
«1001 день, или Новая Шахерезада» — сатирическая повесть (цикл новелл) Ильи Ильфа и Евгения Петрова (1929 год). Повесть состоит из десяти новелл, объединённых общим сюжетом. Новеллы публиковались в журнале «Чудак». По мнению Михаила Одесского и Давида Фельдмана, цикл остался незавершенным из-за цензуры..
Есть и другое объяснение незавершенности этого цикла: в своей статье «Почему вы пишете смешно?» литературовед Лидия Яновская сообщала, что в анонсе к этому произведению, опубликованном в журнале «Чудак», было указано: «Читатель узнает обо всем: о новых Али-Бабе и сорока счетоводах, об истории Синдбада-управдела, об электрическом фонарике Алладина, о комиссии по сокращению штата шейхов и о многом другом, в том числе о цветниках ума, садах любезности, о шести молодых девушках разных типов, о желтолицем юноше и о веселых чудаках, не соблюдающих приличий». Однако, отмечает литературовед,

«ни один из обещанных рассказов так и не появился в печати. Читатель ничего не узнал ни о советском Али-Бабе, ни о Синдбаде-управделе, ни о девушках разных типов, а товарищ Алладинов явился не с фонариком, а с волшебным билетом. Анонс не мог быть напечатан без ведома Ильфа и Петрова, сотрудников редакции журнала, следовательно, приступая к этому произведению, они представляли себе его лишь в общих чертах.
Последнее подтверждается и таким примером: закончив повествование о волшебном билете Алладинова, Шахерезада обещает рассказ о товарище Абукирове и товарище Абусирове, но в следующем номере, где печатается обещанный рассказ „Гелиотроп“, уже фигурируют Абукиров и Женералов.

Неиспользованность всех обещанных сюжетов и неожиданное прекращение сказок Шахерезады (их было всего девять) говорят о том, что Ильф и Петров потеряли интерес к так удачно начатому ими циклу. Их увлекли новые замыслы».

## Персонажи
- Павел Венедиктович Фанатюк — начальник московской конторы по заготовке Когтей и Хвостов
- Сатанюк — бывший заместитель Фанатюка, впоследствии начальник этой же конторы
- Шахерезада Федоровна Шайтанова — делопроизводитель общей канцелярии, сторонница Сатанюка

## Сюжет повести
В московской конторе по заготовке Когтей и Хвостов в результате «битвы титанов» — начальника конторы Павла Венедиктовича Фанатюка и его заместителя Сатанюка — победил Фанатюк. Он решил уволить всех сторонников своего оппонента, и в их числе — делопроизводителя общей канцелярии Шахерезаду Федоровну Шайтанову. Та стала рассказывать ему разные истории (последняя из них была о его битве с Сатанюком). К тому моменту, когда она рассказала все истории, Сатанюк восстановился, и Фанатюка назначили «в город Колоколамск на должность городского фотографа».
В пародийных целях как в авторском тексте, так и в речи Шахерезады Шайтановой встречаются «восточные» мотивы: «о Павел Венедиктович», «скромно умолкла», «уже ему казалось, что путь его всегда будет усыпан служебными розами, когда произошел случай, который привел этого великого человека к ничтожеству» и т. д.

## Сюжеты новелл

### Выдвиженец на час
Сатирически обыграна известная сказка «Калиф на час».
Начальник конторы по заготовке Горчицы и Щелока, товарищ Ливреинов, проруководил своей конторой три года. И вот однажды туда прислали выдвиженца по фамилии Папанькин. Ливреинов решил извести Папанькина хитроумным способом: «Я введу его в свой кабинет, дружески пожав ему руку, раскрою перед ним все шкафы и вручу ему все печати, включая сюда сургучную, восьмиугольную, резиновую и квадратную. Я проведу его по всем комнатам, я представлю ему всех служащих и скажу им: „Выполняйте все приказы этого товарища, каковы бы они ни были, потому что это мой заместитель“. Я проведу его в гараж и доверю ему свою лучшую машину, которую я только недавно выписал из Италии за тридцать пять тысяч рублей золотом. И, всячески обласкав его, я уеду на один день, поручив выдвиженцу все сложнейшие дела моего большого учреждения. И за этот один день он, не имеющий понятия о заготовке Горчицы и Щелока, наделает столько ошибок и бед, что его немедленно вышвырнут и даже не пустят назад на производство». Так он и сделал, однако Папанькин не оправдал его ожиданий: он выгнал секретарей и их родственников, обследовал склады, на которых не нашлось «ни грамма горчицы, ни унции щелока», расторг договоры с частниками и т. д. Самого же Ливреинова «на следующий день уже вели по направлению к исправдому».

### Двойная жизнь Портищева
«Праведный коммунист» Елисей Портищев на работе занимался черт-те чем, но умел придать своему ничегонеделанию рабочий вид. Но когда он приезжал из города в родную деревню, он становился деятельным, и из коммуниста превращался в заправского обуреваемого страстью к накоплению помещика, которого боялась вся деревня: «В воскресенье Елисей Максимович обязательно заходил с визитом в сельскую ячейку. В ячейке его, городского коммуниста, очень боялись и вместе с прочими крестьянами считали, что Портищев все может. Если захочет, то и деревню упразднит». Приезжая же обратно в город, он вновь становился «праведным коммунистом».

### Рассказ о товарище Алладинове и его волшебном билете
Сатирически обыграна известная сказка «Волшебная лампа Аладдина».
Скромного работника Тихона Алладинова приняли в партию и выдали партийный билет. Его коллега, старый рабочий станции по фамилии Блюдоедов, предупредил его, что «этот билет наделен удивительнейшими свойствами. Иногда достаточно лишь раскрыть его и похлопать по нем ладонью, чтобы получить то, чего желаешь, или избавиться от того, чего не желаешь. Это очень соблазнительно, но именно этого делать нельзя». Два года Алладинов вел себя примерно, но когда при помощи партбилета он получил две комнаты, он понял, что билет действительно «волшебный»: «Он занял, явно не по способностям, ответственный пост с доходными командировками; от производства его отделила глухая стена секретарей, и он научился подписывать бумаги, не вникая в их содержание, но выводя зато забавнейшие росчерки. Он научился говорить со зловещими интонациями в голосе и глядеть на просителей невидящими цинковыми глазами. А билет приходилось раскрывать и пользоваться его волшебными свойствами все чаще. Потребности Алладинова увеличивались. Казалось, желания его не имеют границ». И так продолжалось до тех пор, пока Алладинов не оскорбил и не ударил человека в трамвае. Там его скрутил милиционер, и «билет остался в отделении и больше никогда не возвращался к его обладателю».

### Рассказ о «Гелиотропе»
Двое чиновников представительства «тяжелой цветочной» промышленности под названием «Гелиотроп» — начальник отдела по учёту вазонов товарищ Абукиров и начальник отдела по учёту газонов товарищ Женералов — думали друг о друге, что каждый из них работает, а второй только коротает время. Но когда выяснилось, что время коротают они оба, они стали симулировать бурную деятельность (причём каждый из них подозревал другого в том, что тот — переодетый проверяющий).
Изначально товарищ Женералов должен был носить фамилию Абусиров.

### Человек с бараньими глазами
Борис Индюков хотел стать писателем, и даже учился этому на различных курсах. По разным причинам он на них недоучивался, а произведения, которые он писал, нигде не печатали, ибо они были из рук вон плохи — «у автора катастрофически не ладилось дело со сказуемым». И тут ему в голову пришла мысль стать рецензентом: «Зачем, — решил он, — самому писать романы, когда гораздо легче, выгоднее и спокойнее ругать романы чужие». Его взяли на работу в газету «Однажды утром», где он штамповал ругательные рецензии как на отечественные, так и на иностранные книги. Сначала писатели его били, а затем переменили тактику: «малодушные перестали писать, а сильные духом принялись заискивать».

### Рассказ о «Золотом лете»
В Москве было два издательства — «Водопой», издававшее «культурные ценности, оставшиеся от царского режима» (причем выпускало оно их в сатиновых переплетах), и «Золотое лето», публиковавшее «сочинения современных авторов, признавших советскую власть несколько позже Италии, но немного раньше Греции» (у книг этого издательства переплеты были бумажные). Потом было принято решение слить два издательства в одно, под названием «Златопой». В то время в Москве жил писатель по имени Модест Хамяков, первая книга которого, «Бураны», вышла в 1911 году, а вторая, «Буруны», вышла в 1925 году. На этом основании представители и бывшего «Водопоя», и бывшего «Золотого лета» (а оба издательства враждовали между собой) посчитали его своим. Дело кончилось тем, что новоиспеченный «Златопой» выпустил сразу два собрания сочинений Хамякова — одно в сатиновом, второе — в бумажном переплете.

### Преступление Якова
Культработник Яков Трепетов, слывший честнейшим человеком, в свободное от основной работы время писал плохие стихи. Но работа отнимала у него все больше времени, и Трепетов решил пойти на преступление — специально затем, чтобы сесть в тюрьму и, не отвлекаясь на культработу, написать давно задуманную поэму «Майские грезы». Суд приговорил его к двухнедельному тюремному заключению. Но даже в тюрьме написать поэму Трепетову не дали, а попросили вести культработу — «поставить библиотеку на должную высоту, оживить кружковую работу и вовлечь побольше старичков-рецидивистов». Трепетов занялся привычной культработой, и не заметил, как истек срок заключения. А когда он вышел из тюрьмы, то на прежнем месте работы «нашел культработу запущенной и ему пришлось работать даже по ночам».

### Хранитель традиций
Молодежь подразделяется на два вида — «жоржи» и «братишки». К первой категории принадлежал Геня Черепенников, ко второй — Коля Архипов, оба студенты электротехникума. Все началось с того, что в присутствии других студентов Архипов ударил Черепенникова по лицу за то, что тот взял почитать и не отдал учебник политграмоты. Архипову было вынесено общественное порицание, однако Черепенникову этого показалось мало, и он предложил Архипову «американскую дуэль» — тот, кто вытянет бумажку с крестом, покончит с собой, предварительно написав записку «В смерти моей прошу никого не винить». Однако по случайности бумажка с крестом досталась самому Черепенникову. Согласно договору, ему необходимо было покончить с собой, но не хотелось. Дело кончилось тем, что он написал на Архипова заявление в народный суд за оскорбление действием, и Архипова оштрафовали на 15 рублей.

### Процедуры Трикартова
Абсолютно здоровый человек Мисаил Трикартов считал себя больным, а тех врачей, которые признали его здоровым — жуликами. Разузнав, что хорошо лечат в Кисловодске, он отправился в один из тамошних санаториев. Однако, к его разочарованию, со всеми клиентами там что-то делали, только его, Трикартова, никак не лечили. Полагая, что процедуры врачи делают исключительно высокопоставленным пациентам, Трикартов решил лечиться сам и принимал процедуры тайно и по ночам. И допринимался: «По дороге в Москву, на станции Скотоватая, Мисаилу сделалось плохо. Пришлось вызвать врача, который установил порок сердца, катар желудка и общее отравление неизвестными газами».

### Борьба гигантов
Последняя история, которую Шахерезада Шайтанова рассказала Фанатюку, была история о битве Фанатюка и Сатанюка. Эту историю она не хотела заканчивать, и Фанатюк чуть было не уволил её, «как дочь английской королевы Виктории», но все же она рассказала, что пока Фанатюк слушал сказки, Сатанюк «нажал все пружины и добился восстановления».
И тут в кабинете появился победивший Сатанюк, и Фанатюку пришлось освободить занимаемую должность.

## Интересные факты
Фамилии и места, упомянутые в повести, встречаются и в других произведениях Ильфа и Петрова. Так, фамилию Черепенников носит один из персонажей, упоминаемых в романе «Двенадцать стульев» (сотрудник газеты «Станок», к которому репортер Персицкий направил мадам Грицацуеву); фамилию Трикартов носит один из эпизодических персонажей романа «Золотой теленок» (повар Иван Осипович Трикартов, готовивший торжественный обед для участников смычки); в этом же романе упоминается и Фанатюк (некий М. Н. Фанатюк занимался в Черноморске сантехническими работами, а впоследствии спился); наконец, город Колоколамск, куда поверженного Павла Венедиктовича Фанатюка отправили «на должность городского фотографа», является основным местом действия повести «Необыкновенные истории из жизни города Колоколамска».